# 소프트 카피

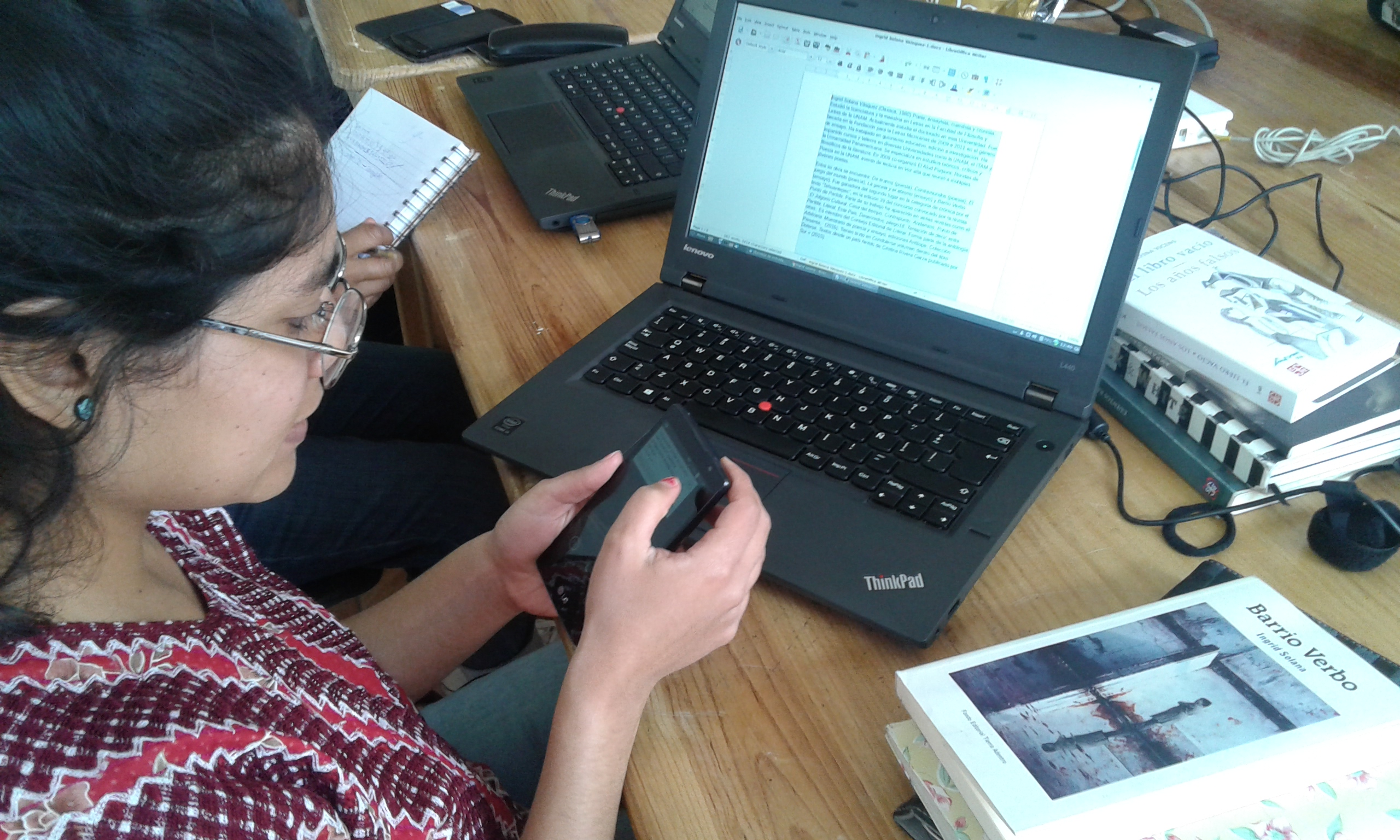

소프트 카피(Soft copy)는 인쇄되지 않은 디지털 문서 파일을 가리킨다. 보통 워드 프로세서 프로그램을 통해 미리 보기 과정 등을 통해 볼 수 있다. 반대말로 하드 카피(Hard copy)가 있는데 이는 인쇄된 문서를 가리킨다. 이것은 종이나 잉크가 쓰이지 않는다는 장점이 있다.

## 같이 보기
- 하드 카피